# محمد بن سعد بن حسين

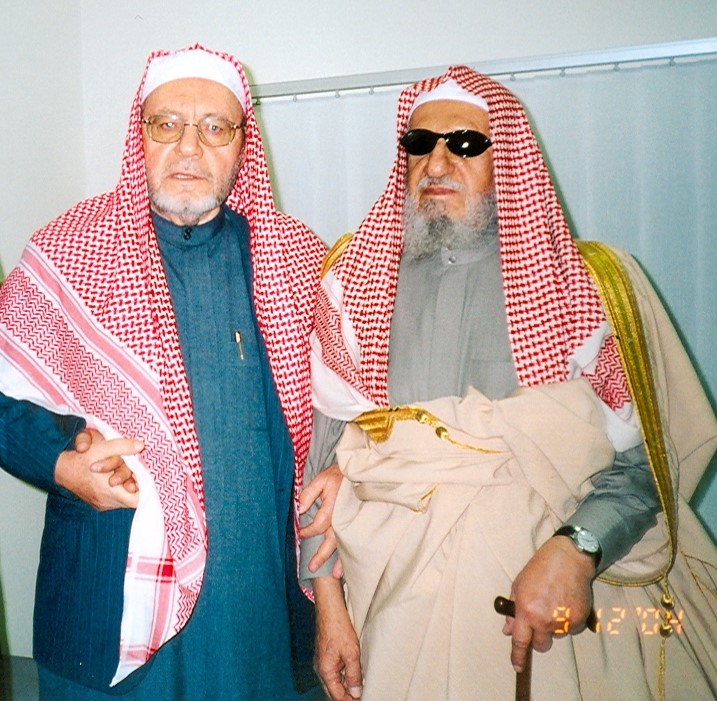
محمد بن سعد بن حسين مع عبد القدوس أبو صالح في رابطة الأدب الإسلامي بالرياض

محمد بن سعد بن حسين (1932- 2014 م)، كاتب وناقد وشاعر سعودي، من رواد النقد في السعودية. 

## سيرته
هو أحد دعاة تعليم المكفوفين للغة بريل في المملكة، ومن أوائل متعلميها، عمل أستاذًا للنقد والأدب في جامعة الإمام محمد بن سعود الإسلامية، وأشرف على نحو 70 رسالة دكتوراه وماجستير، ورأس قسم الأدب في الجامعة مدة 7 سنوات، وقدم للإذاعة السعودية برنامجًا يُعد الأول في موضوعه بعنوان (من المكتبة السعودية)، كان يطرح في كل حلقة منه عنوانًا لكتاب سعودي ويتناوله بالنقد، إلى جانب برامج أخرى له عُنيت بالشعر والأدب والتراث. 
أسس ندوة ثقافية في الرياض أسماها (ندوة النخيل)، يرتادها نخبة من الأكاديميين والأدباء والمثقفين من عام 1994، وأنشأ متحفًا للتراث في منزل عائلته ومسقط رأسه بعودة سدير.

## كتبه
طُبع له نحو 35 كتابًا منها (الشعر السعودي بين التجديد والتقليد).

## تكريمه
- حاز وسام الريادة في مؤتمر النقد الأول.[5]
- حاز جائزة النقد في مهرجان أبها عام 2000.[1]
- كُرّم في مؤتمر الأدباء السعوديين الثالث.[5]

## وفاته
توفي محمد بن سعد بن حسين في 19 أبريل 2014، عن عمرٍ ناهز 85 عامًا.